# Аббас Сиххат
Аббас Сиххат или Саххат (псевдоним азерб. عباس صحت, Abbas Səhhət; собственно Аббаскули Мехтизаде (по данным ЛЭ) или Аббасгули Алиаббас оглы Мехти-заде (БСЭ); 1874, Шемахы — 11 июля 1918, Гянджа) — азербайджанский поэт, драматург, переводчик. Представитель романтизма в азербайджанской литературе.

## Биография
Родился Аббаскули Мехтизаде в 1874 году в квартале Сарыторпаг города Шемахы, в семье шемахинского муллы. Учился медицине в Мешхеде и Тегеране. Вернувшись в Шемаху в 1901 году, он постепенно оставляет медицину и начинает преподавать азербайджанский язык и литературу в школах, затем в реальном училище. С этого же времени начинается и его литературная деятельность. С 1903 года он начинает печататься в газете «Шэрги-Рус» («Русский Восток», Тифлис). В 1905 году опубликовал статью «Какой должна быть новая поэзия?», а затем стихи «Поэтическая речь», «Ода к свободе», «Голос пробуждения».
В 1912 году вышли сборник стихов «Разбитый саз» и сборник переводов из русских и западноевропейских поэтов «Западное солнце». Тогда же появилась поэма «Мужество Ахмеда», а в 1916 году была опубликована романтическая поэма «Поэт, муза и горожанин».
На поэзию Аббаса Сиххата оказали влияние произведения Хафиза, Саади, Низами и других классиков Персии; в то же время в творчестве Аббаса Сиххата заметен и интерес к турецкой поэзии — в частности, к творчеству Тефика Фикрета.

Барельеф Аббаса Сахата в Шемахе